# Chapelle Notre-Dame-des-Cyclistes
Pour les articles homonymes, voir Chapelle Notre-Dame.
L'ancienne chapelle de Géou se situe sur la commune de Labastide-d'Armagnac, dans le département français des Landes. Longtemps laissée à l'abandon, elle a été restaurée pour devenir le sanctuaire Notre-Dame-des-Cyclistes, le 18 mai 1959, actuellement musée du cyclisme. 
La chapelle de Géou et ses abords sont un site inscrit sur une superficie de 2,4 ha par arrêté ministériel le 26 mars 1980 en tant que site d’intérêt pittoresque. La chapelle est inscrite au titre des monuments historiques le 27 février 1996.

## Présentation
L'église est édifiée à la fin du XIe siècle, sur le site d'une villa gallo-romaine du Bas-Empire. Elle devient église paroissiale dans les années 1270. Elle est tout ce qui reste d'une ancienne forteresse des Templiers, comprenant une ceinture de murailles et des tours. Le château de Géou a quant à lui été rasé en 1355 par le Prince Noir.

### Histoire[3]
Le 22 août 1958, l'abbé Joseph Massie, curé de Créon-d'Armagnac, de Mauvezin-d'Armagnac et de Lagrange, devait venir dire la messe, à laquelle devaient assister les enfants de la colonie. Une pluie aussi abondante que tenace interdisait tout déplacement jusqu'à Mauvezin distant de quelques kilomètres. Devant l'intempérie, il fut décidé de célébrer la messe à la chapelle de Géou à quelques centaines de mètres.
C'est en sortant de l'office que l'abbé Joseph Massie, se retournant vers le lieu du culte eut cette parole : « Il m'est venu une idée... ce serait bien si l'on faisait ici une chapelle pour les cyclistes, comme en Italie ! »
Le 18 mai 1959, le Pape Jean XXIII exauce le vœu de l'abbé Massie en faisant de la vieille chapelle le Sanctuaire National du Cyclisme et du Cyclotourisme sous la protection de la Vierge : Notre Dame des Cyclistes.
Depuis, une messe est célébrée pour les cyclistes chaque lundi de Pentecôte dans cette chapelle.
Le Tour de France est depuis passé cinq fois à Notre-Dame-des-Cyclistes : en 1984, 1989, 1995, 2000 et 2023. Il y a même eu un départ depuis Labastide-d'Armagnac le 9 juillet 1989.
Le département des Landes compte comme autres sanctuaires sportifs les chapelles Notre-Dame-de-la-Course-Landaise à Bascons et Notre-Dame-du-Rugby à Larrivière-Saint-Savin.

### Un musée du cyclisme
Depuis, cette chapelle a vu défiler des milliers de cyclistes amateurs. Elle a vu passer aussi tous les grands champions cyclistes qui, pour la plupart, ont déposé leurs maillots glanés sur les circuits du monde. Ainsi, peut-on admirer les maillots d'André Darrigade, Jacques Anquetil, Louison Bobet, Roger Lapébie, Tom Simpson, Jean Stablinski, Bernard Hinault, Raymond Poulidor, Eddy Merckx, Luis Ocaña et beaucoup d’autres... À la suite de la décision de l'UCI de lui retirer tous ses titres, le maillot de Lance Armstrong a été décroché le 26 octobre 2012.
La chapelle a été ornée d'un vitrail moderne il y a une dizaine d'années sur une idée d'Henry Anglade, l'ancien coureur du tour de France. C'est lui qui a conçu le dessin original représentant le cyclisme et qui a créé le vitrail.

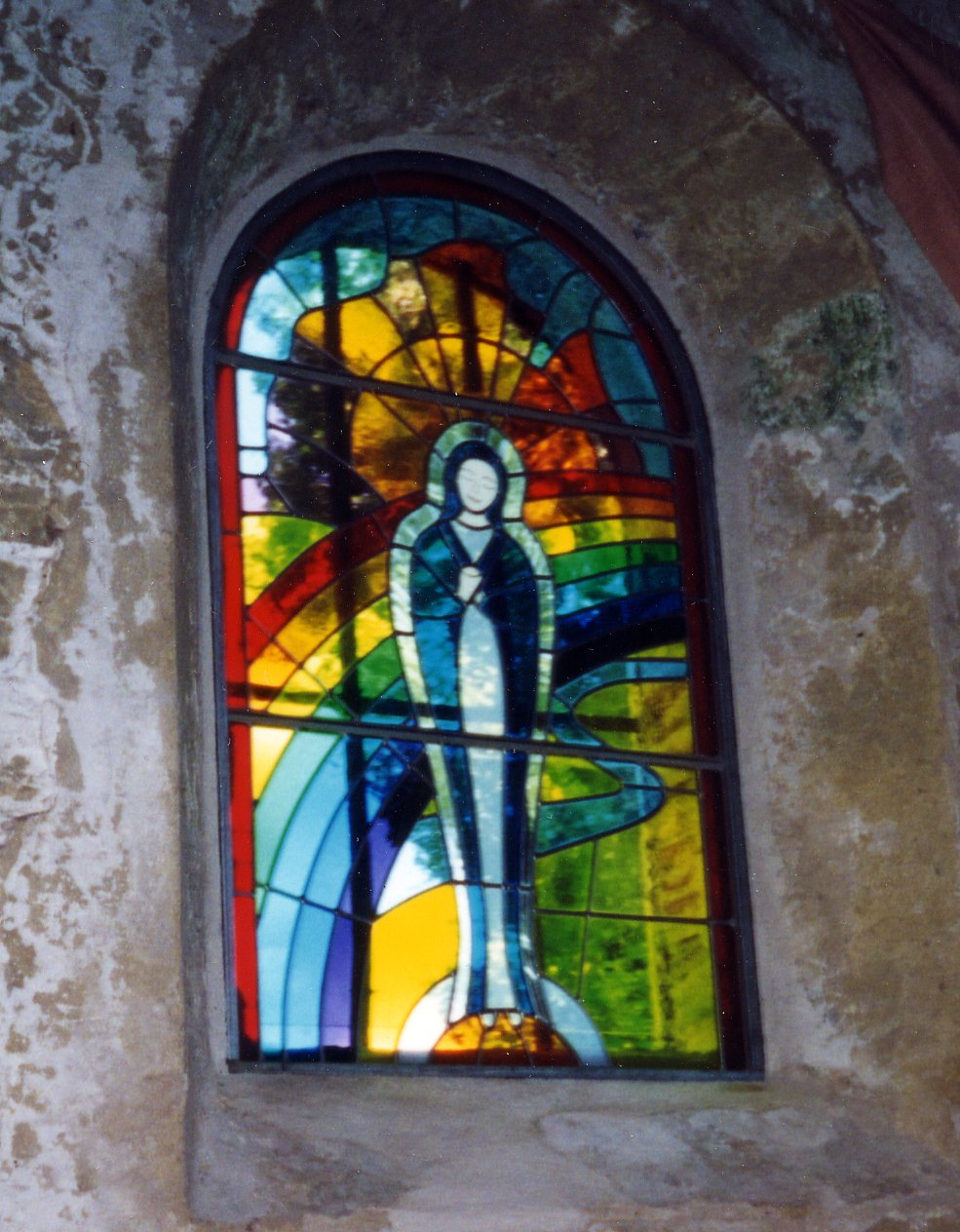
Le vitrail installé par Henry Anglade

Le vélo ayant servi dans le film Les Cracks, réalisé par Alex Joffé en 1968, est exposé au musée.

## Autres sanctuaires du cyclisme

### En Italie
Lorsqu'il a parlé de dédier la chapelle au cyclisme, l'abbé Joseph Massie faisait allusion à une chapelle italienne située tout près de Bellagio et du lac de Côme en Lombardie, la chapelle Madonna del Ghisallo, consacrée au cyclisme par le pape Pie XII en 1948.
L'abbé Massie avait fait le voyage jusqu'à cette chapelle pour en ramener la flamme consacrée et il avait fait le parcours de 1 500 km du retour en 1958 avec quelques compagnons de route en traversant les Alpes à vélo par le col de Tende.
Les talents cyclistes de l'abbé étaient déjà connus car il avait franchi le Tourmalet en soutane quelques années auparavant ce qui faisait de lui un Don Camillo français.

### En Espagne
Notre-Dame de Dorleta est considérée comme la patronne des cyclistes en Espagne. Le sanctuaire Notre-Dame de Dorleta est situé dans le Pays basque, à Leintz-Gatzaga, dans la province du Guipuscoa, près du col de Puerto de Arlaban (617 m).
Le couronnement de la Vierge de Dorleta a eu lieu le 26 octobre 1958 à Arlaban. Il y a également d'autres lieux en Espagne qui implorent Notre-Dame de Dorleta.